# Platyceps
Platyceps is een geslacht van slangen uit de familie toornslangachtigen (Colubridae) en de onderfamilie Colubrinae.

## Naam en indeling
De wetenschappelijke naam van de groep werd voor het eerst voorgesteld door Edward Blyth in 1860.
Er zijn 25 soorten, inclusief de pas in 2014 beschreven soorten Platyceps noeli en Platyceps sindhensis.

## Verspreiding en habitat
De verschillende soorten hebben tezamen een erom verspreidingsgebied dat zich uitstrekt over delen van oostelijk en zuidelijk Europa, Azië, noordelijk en centraal Afrika en het Arabisch Schiereiland.
De habitat bestaat uit scrubland, woestijnen en rotsige omgevingen. Ook in door de mens aangepaste streken zoals weilanden en landelijke tuinen kunnen de slangen worden aangetroffen.

## Beschermingsstatus
Door de internationale natuurbeschermingsorganisatie IUCN is aan zeven soorten een beschermingsstatus toegewezen. Zes soorten worden beschouwd als 'veilig' (Least Concern of LC) en een soort als 'gevoelig' (Near Threatened of NT).

## Soorten
Het geslacht omvat de volgende soorten, met de auteur en het verspreidingsgebied.
| Naam                      | Auteur                                | Verspreidingsgebied |
| ------------------------- | ------------------------------------- | --- |
| Platyceps afarensis       | Schätti & Ineich, 2004                | Djibouti |
| Platyceps bholanathi      | Sharma, 1976                          | India |
| Platyceps brevis          | Boulenger, 1895                       | Somalië, Ethiopië |
| Platyceps collaris        | Müller, 1878                          | Bulgarije, Turkije, Syrië, Israël, Jordanië, Libanon |
| Platyceps elegantissimus  | Günther, 1878                         | Israël, Jordanië, Saoedi-Arabië |
| Platyceps florulentus     | Geoffroy Saint-Hilaire, 1827          | Egypte, Soedan, Ethiopië, Eritrea, Somalië, Kenia, Oeganda, Kameroen |
| Platyceps gracilis        | Günther, 1862                         | India |
| Platyceps insulanus       | Mertens, 1965                         | Saoedi-Arabië |
| Platyceps karelini        | Brandt, 1838                          | Pakistan, Iran, Afghanistan, Kazachstan, Turkmenistan, Oezbekistan, Tadzjikistan, Kirgizië |
| Platyceps ladacensis      | Anderson, 1871                        | Iran, Afghanistan, Turkmenistan, Oezbekistan, Tadzjikistan, Pakistan, India |
| Platyceps largeni         | Schätti, 2001                         | Eritrea |
| Platyceps messanai        | Schätti & Lanza, 1989                 | Somalië |
| Platyceps najadum         | Eichwald, 1831                        | Kroatië, Herzegovina, Montenegro, Macedonië, Albanië, Griekenland, Bulgarije, Turkije, Cyprus, Rusland, Armenië, Georgië, Azerbeidzjan, Syrië, Irak |
| Platyceps noeli           | Schätti, Tillack & Kucharzewski, 2014 | Pakistan |
| Platyceps rhodorachis     | Jan, 1865                             | Algerije, Egypte, Jordanië, Syrië, Eritrea, Ethiopië, Somalië, Tsjaad, Saoedi-Arabië, Verenigde Arabische Emiraten, Oman, Irak, Iran, Afghanistan, Pakistan, India, Jemen, Turkmenistan, Oezbekistan, Tadzjikistan, Kirgizië, Kazachstan, mogelijk in Soedan |
| Platyceps rogersi         | Anderson, 1893                        | Libië, Egypte, Israël, Jordanië, Libanon, Syrië, Irak, mogelijk in Saoedi-Arabië |
| Platyceps saharicus       | Schätti, Colin McCarthy, 2004         | Algerije, Libië, Tsjaad, Soedan, Egypte, Israël, Jordanië, Saoedi-Arabië |
| Platyceps scortecci       | Lanza, 1963                           | Somalië |
| Platyceps sinai           | Schmidt & Marx, 1956                  | Egypte, Israël, Jordanië |
| Platyceps sindhensis      | Schätti, Tillack & Kucharzewski, 2014 | Pakistan |
| Platyceps somalicus       | Boulenger, 1896                       | Somalië, Ethiopië |
| Platyceps taylori         | Parker, 1949                          | Somalië, Ethiopië, Eritrea, Djibouti |
| Platyceps thomasi         | Parker, 1931                          | Oman, Jemen |
| Platyceps variabilis      | Boulenger, 1905                       | Jemen |
| Platyceps ventromaculatus | Gray, 1834                            | India, Turkije, Pakistan, Rusland, Afghanistan, Jordanië, Irak, Iran, Koeweit, Bahrein, Saoedi-Arabië, Verenigde Arabische Emiraten |